# Inga ismaelis
Inga ismaelis é uma espécie vegetal da família Fabaceae.
Apenas pode ser encontrada no México.